# Estadio Español de Las Condes
El Estadio Español de Las Condes, también conocido solamente como Estadio Español, es un club social, cultural y deportivo de colonia española ubicado en la comuna de Las Condes, Santiago de Chile, fundado el 12 de octubre de 1950 por la comunidad española en Chile. 
Es presidida por un Directorio General compuesto por 11 miembros y es propiedad de la Sociedad Anónima Estadio Español, y administrado por el propio club. 

## Historia
La institución fue creada en 1946, en Santiago, por inmigrantes y descendientes de españoles en Chile, empezando la construcción del recinto en la calle Nevería, comuna de Las Condes. El 12 de octubre de 1950, en el día de la hispanidad, se inaugura oficialmente el Estadio Español junto a su sede principal.
Dentro de los objetivos principales del Estadio, están, según su propio directorio fundador:

"(...) el conocimiento, la conservación y el desarrollo de los valores de la cultura hispánica y su difusión en la sociedad chilena, proporcionando además los medios necesarios para realizar actividades deportivas, sociales y culturales que favorezcan la unión y la convivencia de la familia hispánica, dando a conocer las singulares y diferentes culturas y tradiciones españolas, e imprimiendo en su quehacer el sello de la Hispanidad."
Estadio Español

### Colectividades

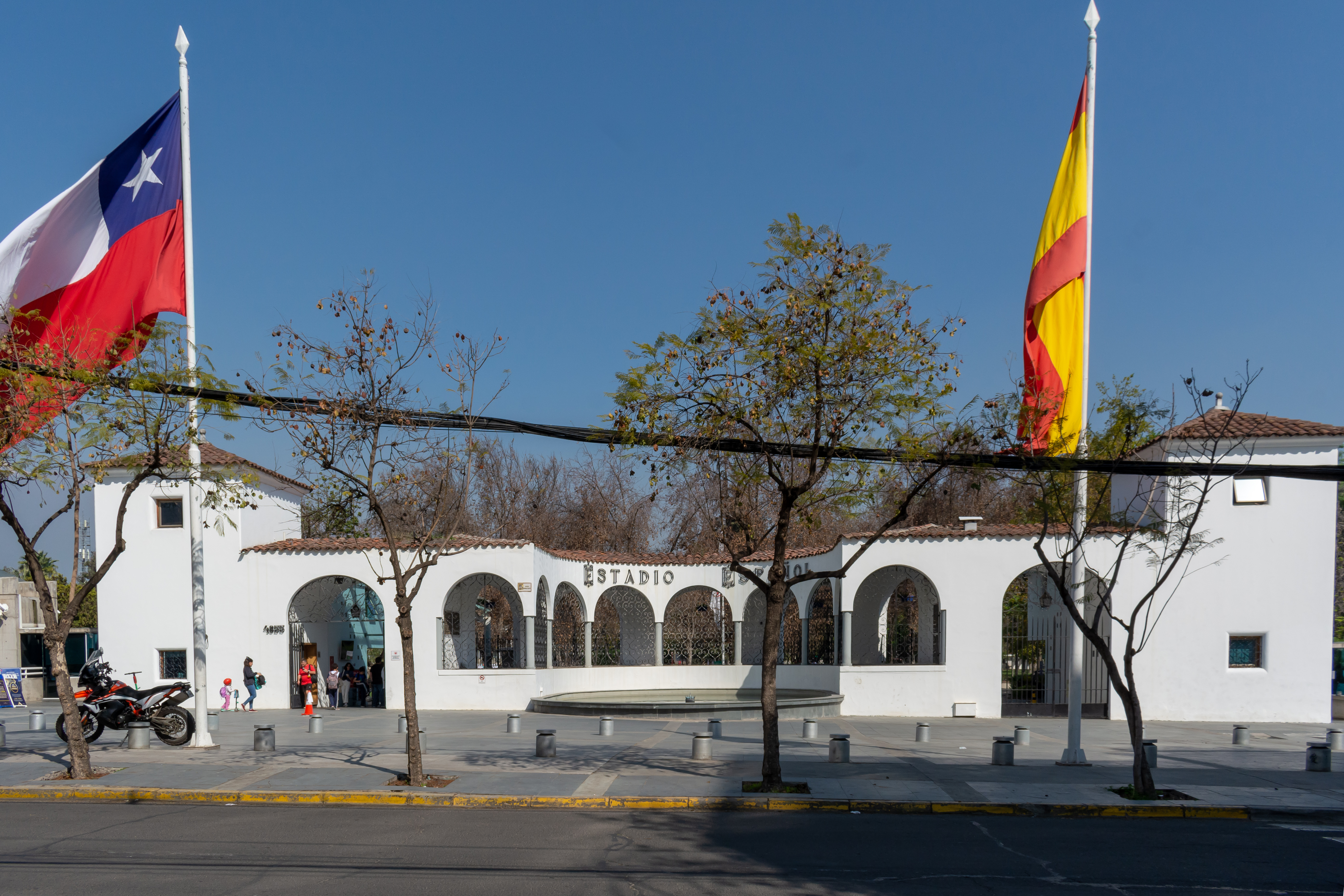
Fachada del recinto con las banderas de Chile y España

Dentro de la institución se reúnen las “colectividades” correspondientes a las diferentes regiones de España. Cada Colectividad cuenta con su propia directiva y eventos propios a realizar durante el año, acorde a las festividades típicas de cada zona específicamente y un gran evento anual que congrega todas las colectividades llamado el “Día de la Raza” el 12 de octubre.
El Estadio ha tenido distintas conexiones y relaciones de amistad con la Embajada de España en Chile, la Xunta de Galicia, la Comunidad de Madrid, y el Rey de España, quien ha visitado en varias ocasiones las dependencias y recinto de colonia.

## Instalaciones
Dentro de las instalaciones del Estadio, cuenta con una gran cantidad de instalaciones deportivas, recreativas, sociales y culturales que se detallan a continuación:
- Campo de fútbol de pasto sintético de alta tecnología
- Campo de golf con nueve hoyos
- Diez canchas de tenis de tierra batida
- Gimnasio polideportivo multiuso semicerrado "Hispanidad"
- Gimnasio principal cerrado y techado, con cancha de baloncesto y voleiból
- Tres piscinas exteriores recreativas
- Piscina de hidroterapia
- Piscina temperadas interna de natación olímpica
- Pista de bolos
- Canchas de frontón, squash y pelota vasca
- Pista de patinaje
- Cuatro pistas de bolos asturianos
- Restaurante
- Sala de acondicionamiento físico
- Dos gimnasios
- Sala de masajes y sauna
- Sala de videojuegos y consolas
- Discoteca “Antonio Larrosa Andreu”
- Biblioteca “Antonio de Nebrija”
- Capilla “Virgen de Covadonga”
- Sala de Teatro “Lope de Vega”
- Jardín Infantil "Leoncito Español"
- Refugio de esquí en Farellones

## Deportes
El Estadio Español incluye dentro de sus actividades la deportiva, teniendo selecciones e instancias de distintos deportes como fútbol, baloncesto, voleiból, tenis, gimnasia, natación, atletismo, golf, patinaje artístico, frontón, raquetbol, pádel, entre otros. Al ser un club de carácter español, de igual forma se practican disciplinas de origen ibérico, como bolos asturianos o pelota vasca.

### Eventos
En 2016, la Federación Chilena de Pelota Vasca realizó la VI Copa del Mundo de Frontón en las instalaciones del club.
De igual forma, el Estadio Español fue sede para los Juegos Panamericanos Santiago 2023, donde en el polideportivo y canchas se dio lugar a las competenicas de Baloncesto 3x3 y Pelota Vasca.